# Сабз-Алі-Сара
Сабз-Алі-Сара (перс. سبزعلي سرا) — село в Ірані, у дегестані Отаквар, у бахші Отаквар, шагрестані Лянґаруд остану Ґілян. За даними перепису 2006 року, його населення становило 20 осіб, що проживали у складі 4 сімей.